# Reaphookhillita
La reaphookhillita és un mineral de la classe dels fosfats. Rep el nom de Reaphook Hill, a Austràlia, la seva localitat tipus.

## Característiques
La reaphookhillita és un fosfat de fórmula química MgZn₂(PO₄)₂·4H₂O. Va ser aprovada com a espècie vàlida per l'Associació Mineralògica Internacional l'any 2019, sent publicada l'any 2022. Cristal·litza en el sistema triclínic. És l'anàleg de magnesi de la parahopeïta.
L'exemplar que va servir per a determinar l'espècie, el que es coneix com a material tipus, es troba conservat a les col·leccions mineralògiques del Museu d'Austràlia Meridional, a Adelaida, Austràlia, amb el número de registre: g34798.

## Formació i jaciments
Va ser descoberta al Reaphook Hill, a l'estació de Martins Well de la serralada Flinders (Austràlia Meridional, Austràlia). Aquest indret és l'únic a tot el planeta on ha estat descrita aquesta espècie mineral.